# Читсала, Кефаси
Кефаси Читсала (англ. Kefasi Chitsala; род. 24 июня 1994, Лилонгве) — малавийский легкоатлет, специалист по бегу на средние и длинные дистанции. Выступал на профессиональном уровне в 2010-х годах, призёр ряда крупных международных стартов, участник летних Олимпийских игр в Рио-де-Жанейро.

## Биография
Кефаси Читсала родился 24 июня 1994 года в Лилонгве, Малави.
Впервые заявил о себе в лёгкой атлетике на международном уровне в сезоне 2011 года, когда вошёл в состав малавийской сборной и выступил на юношеских Играх Содружества в Дугласе, где в зачёте бега на 3000 метров финишировал восьмым.
В 2014 году выиграл серебряную медаль на международном турнире в британском Челтнеме, установив при этом свой личный рекорд в беге на 3000 метров — 8:27.83. Принимал участие в Играх Содружества в Глазго — в беге на 1500 метров установил личный рекорд 3:55.95, но в финал не вышел, тогда как в беге на 5000 метров с результатом 14:26.01 закрыл двадцатку сильнейших.
Благодаря череде успешных выступлений в 2016 году удостоился права защищать честь страны на летних Олимпийских играх в Рио-де-Жанейро — на предварительном квалификационном этапе 5000 метров показал время 14:52.89, чего оказалось недостаточно для выхода в финальную стадию соревнований. Являлся знаменосцем малавийской делегации на церемониях открытия и закрытия Игр.
В 2017 году представлял Малави на чемпионате мира по кроссу в Кампале, занял 56-е место.
В 2018 году на Играх Содружества в Голд-Косте с личным рекордом 29:21.68 стал 12-м в беге на 10 000 метров.
В 2019 году на Африканских играх в Рабате в дисциплинах 5000 и 10 000 метров показал 18-й и 12-й результаты соответственно. На дистанции 5000 метров установил личный рекорд — 14:18.39.